# Нові Каплани
Но́ві Каплани́ — село Павлівської сільської громади Болградського району Одеської області, Україна. Населення становить 688 осіб.

## Географія
У селі бере початок балка Вале Кашпалат.

## Історія
Село засноване в 1965 році.
05 лютого 1965 року Указом Президії Верховної Ради Української РСР передано Новокапланівську сільраду Саратського району до складу Тарутинського району.
12 червня 2020 року, відповідно до Розпорядження Кабінету Міністрів України від № 724-р «Про визначення адміністративних центрів та затвердження територій територіальних громад Одеської області», увійшло до складу Павлівської сільської територіальної громади.
19 липня 2020 року, в результаті адміністративно-територіальної реформи і ліквідації Арцизького району, село увійшло до складу новоутвореного Болградського району.

## Населення
Згідно з переписом 1989 року населення села становило 763 особи, з яких 374 чоловіки та 389 жінок.
За переписом населення 2001 року в селі мешкало 685 осіб.

### Мова
Розподіл населення за рідною мовою за даними перепису 2001 року:
| Мова       | Відсоток |
| ---------- | -------- |
| російська  | 75,44 %  |
| болгарська | 9,59 %   |
| молдовська | 8,14 %   |
| українська | 6,4 %    |
| білоруська | 0,15 %   |
| гагаузька  | 0,15 %   |

## Герб і прапор
Щит скошений чотиридільно. У верхньому синьому полі золоте багатопроменеве сонце у вигляді соняшника. У нижньому синьому полі золотий колодязь-«журавель». У правому червоному полі золоте гроно винограда з двома листочками. У лівому червоному полі золоте руно. Щит розміщений у золотому картуші та увінчаний золотою сільською короною.

### Символіка
Золоте сонце символізує південний край, світло, тепло та достаток. Виноградне гроно вказує на поширення виноградарства у селі та є символом родючості та багатства. Колодязь-«журавель»-джерело питної води, символ життя, чистоти, істини та спасіння. Руно або вівчача шкіра символ життєвої сили та багатства, символізують одну із основних галузей тваринництва села. Золотий, жовтий колір є символом багатства, благородства, достатку. Лазуровий символізує красу, гідність, добро. Червоний — красу, мужність.

## Люди
В селі народилася Лістунова Ліана Олегівна (нар. 1964) — українська майстриня декоративно-ужиткового мистецтва.